# Таболин, Андрей Михайлович
Андре́й Миха́йлович Табо́лин (бел. Андрэй Міхайлавіч Таболін; род. 12 апреля 1964, Минск) — советский хоккеист, защитник и белорусский тренер.

## Биография
Воспитанник минской ДЮСШ «Юность». В 1982 году начал карьеру в молодёжной команде «Юность» из Минска. В 1983 году переехал в Ригу. Сыграл две игры во второй лиге в «Латвияс Берзс», затем вошёл в состав рижского «Динамо», в котором провёл четыре полных сезона. Имел репутацию одного из самых жёстких хоккеистов в чемпионатах СССР. В середине сезона 1987/88 вернулся в Минск и вошёл в состав команды первой лиги «Динамо» Минск. Вместе с командой через год вернулся в высшую лигу. В 1990 году завершил игровую карьеру.
После завершения игровой карьеры работал тренером в детско–юношеской спортивной школе хоккейного клуба «Динамо» Минск. Также был помощником Александра Белявского в молодёжной сборной Белоруссии на чемпионате мира 2016 года.
Сын — Александр Таболин, также хоккеист, участник молодёжного чемпионата мира 2016 года.

## Статистика выступления в высшей лиге
| Легенда | Легенда                    | Легенда | Легенда                   | Легенда | Легенда    |
| ------- | -------------------------- | ------- | ------------------------- | ------- | ---------- |
| И       | Количество проведённых игр | Штр     | Штрафное время            | +/−     | Плюс-минус |
| Г       | Голы                       | П       | Голевые передачи          | О       | Очки       |
| -       | Статистика неизвестна      | —       | Статистика не учитывалась |         |            |

| Сезон                    | Команда                  | И   | Г  | П | О  | Штр |
| ------------------------ | ------------------------ | --- | -- | - | -- | --- |
| 1983/84                  | «Динамо» (Рига)          | 25  | 0  | 0 | 0  | 25  |
| 1984/85                  | «Динамо» (Рига)          | 24  | 1  | 2 | 3  | 20  |
| 1985/86                  | «Динамо» (Рига)          | 40  | 6  | 0 | 6  | 42  |
| 1986/87                  | «Динамо» (Рига)          | 40  | 1  | 1 | 2  | 48  |
| 1987/88                  | «Динамо» (Рига)          | 10  | 0  | 0 | 0  | 4   |
| 1988/89                  | «Динамо» (Минск)         | 26  | 1  | 1 | 2  | 26  |
| 1989/90                  | «Динамо» (Минск)         | 11  | 1  | 0 | 1  | 8   |
| Всего в чемпионатах СССР | Всего в чемпионатах СССР | 176 | 10 | 4 | 14 | 170 |